# Prunus subhirtella
Prunus subhirtella oder die Schneekirsche, auch bekannt als Winterkirsche, Frühlingskirsche oder Higankirsche, ist eine Pflanze aus der Familie der Rosengewächse (Rosaceae). Ursprünglich stammt sie aus Japan und ist heute in vielen Teilen Europas und in den USA als Gartenbaum etabliert.

## Beschreibung

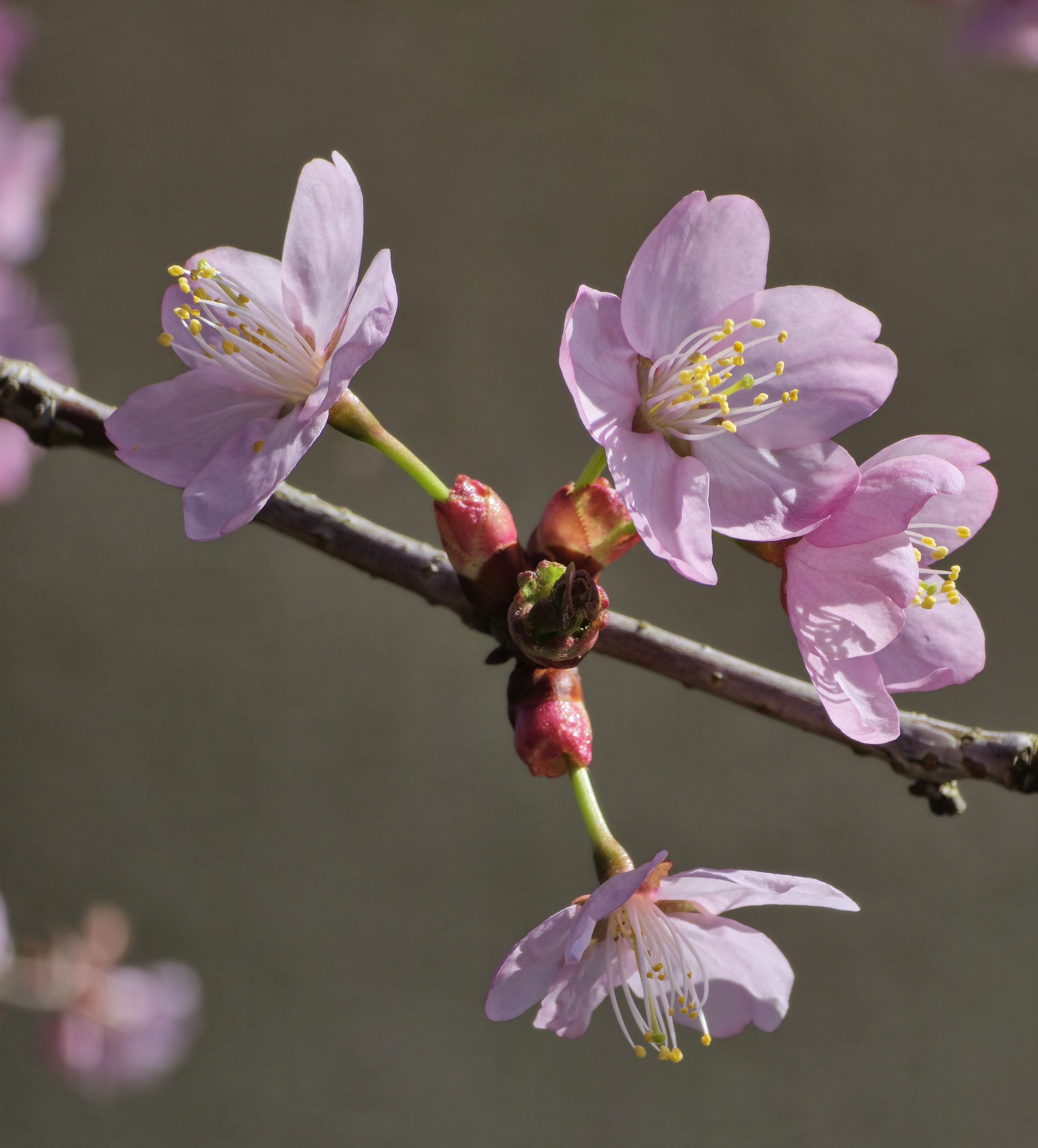
Blüten von Prunus subhirtella

Die laubabwerfende Schneekirsche wächst überwiegend als Baum, gelegentlich auch als Strauch, und erreicht eine Höhe von 4 bis über 8 Metern. Sie zeigt ein moderates Wachstum von etwa 30 bis 40 Zentimetern pro Jahr. Der Stammdurchmesser erreicht über 1 Meter. Die Art kann viele hundert Jahre alt werden, wie die ähnliche Prunus itosakura, mit der sie oft verwechselt wird.
Die wechselständigen und gestielten, zugespitzten Laubblätter sind drüsig, einfach bis doppelt spitzig gesägt bis gezähnt. Sie sind unterseits auf den Adern behaart und oberseits kahl bis manchmal auf der Mittelader behaart. Am Blattstiel und am Spreitengrund können Drüsen vorhanden sein.
Die Blüten der Schneekirsche erscheinen in kleinen Büscheln und variieren zwischen hellrosa und weiß. Die gestielten und fünfzähligen Blüten sind zwittrig mit doppelter Blütenhülle. Der Blütenbecher ist außen behaart. Die Kelchblätter sind gezähnt. Die Blütezeit erstreckt sich über die Monate November bis April, wobei die Pflanze in milden Wintern durchgehend Blüten tragen kann. Eine Nachblüte erfolgt typischerweise im April.
Im Herbst präsentiert der Baum eine auffällige Herbstfärbung, die von gelb-orange bis violett-braunrot reicht. Es werden schwärzliche, rundliche und kahle Steinfrüchte gebildet. Die kleinen Früchte dienen Vögeln als Nahrungsquelle.

## Standort und Bodenansprüche
Die Schneekirsche ist ein Tiefwurzler und gedeiht deshalb am besten in tiefgründigen, lehmigen bis humusreichen Böden. Sie ist kalkliebend und zeigt eine gute Toleranz gegenüber unterschiedlichen Bodenbedingungen, solange diese gut durchlässig sind. Sie bevorzugt einen sonnigen Standort.

## Pflege
Die Schneekirsche kann auch in großen Pflanzkübeln kultiviert werden, wächst jedoch am besten im Freiland mit ausreichend Platz für das Wurzelwerk. Sie ist äußerst winterhart und verträgt Temperaturen bis unter −25 °C. Obwohl sie nach der Etablierung eine gewisse Trockenheitstoleranz zeigt, profitiert sie von regelmäßiger Bewässerung. Ein regelmäßiger Schnitt ist nicht erforderlich. Es wird jedoch empfohlen, abgestorbene oder sich kreuzende Äste im späten Winter zu entfernen. Junge Bäume sollten in windigen Regionen gestützt werden, um Stabilität zu gewährleisten.

## Nutzung und ökologische Bedeutung
Die Schneekirsche ist eine beliebte Zierpflanze in Gärten und Parkanlagen. Es sind verschiedene Formen und Hybride erhältlich. Sie ist ein bedeutender Winterblüher die bereits in milden Novembern und Dezembern blüht. Sie lockt durch ihre Blüten Bienen und andere Bestäuber an. So bietet sie einen wertvollen Beitrag zur Nahrungskette, indem sie Vögeln Früchte und Bestäubern Nektar bereitstellt.
Die Früchte sind essbar.